# Saturnispora ahearnii
Saturnispora ahearnii är en svampart som beskrevs av Kurtzman 1991. Saturnispora ahearnii ingår i släktet Saturnispora och familjen Pichiaceae.   Inga underarter finns listade i Catalogue of Life.